# Gmina Upplands Väsby
Gmina Upplands Väsby (szw. Upplands Väsby kommun) – gmina w Szwecji, w regionie Sztokholm, z siedzibą w Upplands Väsby.
Pod względem zaludnienia Upplands Väsby jest 58. gminą w Szwecji. Zamieszkuje ją 37 517 osób, z czego 50,46% to kobiety (18 931) i 49,54% to mężczyźni (18 586). W gminie zameldowanych jest 3613 cudzoziemców. Na każdy kilometr kwadratowy przypada 500,23 mieszkańca. Pod względem wielkości gmina zajmuje 274. miejsce.